# Carl Luplau Janssen
Carl Emil Luplau Janssen (3. oktober 1889 på Frederiksberg – 21. juni 1971 smst) var en dansk astronom.
Han var søn af maleren og amatørastronomen Luplau Janssen. Han blev som 16-årig assistent for Hans Emil Lau ved det private Urania Observatorium på Frederiksberg. 
I 1917 fik han antaget en doktordisputats, men måtte trække den tilbage efter kritik. Herefter arbejdede han ved Københavns Universitetsbibliotek, indtil han i 1919 købte Uraniaobservatoriet, som lukkede ved hans død. 
Han var medstifter af og bestyrelsesmedlem i Astronomisk Selskab 1916 og dansk redaktør af Nordisk Astronomisk Tidsskrift 1916-1919. Han udgav en del populærvidenskabelige bøger.
Han blev i 1939 gift med Aase Worsøe Mollerup og er begravet på Solbjerg Parkkirkegård

## Ekstern reference
1. 1 2  Carl Luplau Janssen på gravsted.dk